# Вічнозелений контент
Вічнозелений контент (evergreen content) — це поняття в SMM та журналістиці, що позначає контент, який постійно є актуальним та залишається «свіжим» для читачів. Він не залежить від часу та не покладається на поточні події. Вічнозеленим є контент, який не просто залишається на сторінці протягом довгого часу після публікації (як майже весь онлайн-контент), але й цікавить читачів, продовжує бути релевантним, а його трафік зростає.
Термін походить від вічнозелених дерев, які є символом вічного життя, оскільки вони зберігають своє листя протягом усього сезону та не опадають. Як і у дерев, вічнозелений контент вважається стійким і довговічним.

## Використання
Зазвичай вічнозелений контент створюють на основі «вічних» тем: родина, кохання, їжа, фінанси, здоров'я, професії, домашні улюбленці. Проте він не є суто розважальним, адже створити вічнозелений матеріал можна і на будь-які інші теми, що зробить його ще цікавішим та популярним.
Вічнозелений контент може бути опублікований одразу або відкладений до часу, коли новинний потік буде повільнішим та з'явиться необхідність заповнити його якимось матеріалом. Не прив'язаність вічнозеленого контенту до часу або певної події робить його гарним помічником у такі моменти.
Журналіст може посилатись на вічнозелені матеріали у будь-який час, щойно тема знову стане популярною. Іноді варто лише нагадати про існування такого матеріалу у потрібний час, щоб його знову почали читати та обговорювати. Наприклад, матеріал «Чому фільм «Паразити» має перемогти на Оскарі 2020» не буде актуальним у березні 2020 року, але текст про історію церемонії «Оскар» можна буде повторно опублікувати або зіслатись на нього у матеріалах, присвячених церемонії у наступні роки.
Інформація, подана у вічнозелених матеріалах зможе зацікавити читача і через декілька років, а отже може бути використана журналістами видання для створення нових журналістських текстів. 
Користь від таких публікацій для ЗМІ полягає в наступному:
- сайт ЗМІ отримує стабільно високу відвідуваність, а не короткочасні сплески активності, коли обговорюється якийсь швидкоплинний тренд;
- люди коментують такий контент, підвищується активність аудиторії;
- зростає кількість посилань на сайт;
- лояльність користувачів залишається на дуже високому рівні, багато з них стають «адвокатами бренду»;
- контентом діляться з оточуючими - репости

Саме тому такий контент викорстовується не тільки журналістами, а й компаніями у рамках стратегії просування власного бренду та сайту. Для того, щоб отримати максимальний ефект від таких публікацій варто постійно оновлювати вміст та коректувати його відповідно до вподобань аудиторії.

## Ознаки
- «Вічна» тематика, яка залишається актуальною протягом тривалого часу, або до якої читачі періодично повертаються
- Незалежність від часу
- Самостійність
- Орієнтація на поведінкові фактори (має мету утримати читача)
- Не має «терміну придатності» або повільне старіння контенту

Серед ознак успішного вічнозеленого матеріалу виокремлюють також:
- Якість. Інформація повинна бути корисна та цікава аудиторії
- Зручність читання. Через те, що подібні матеріали часто великі за обсягом, варто подбати також про зручну навігацію
- Конкретність. Публікація має чітко відповідати на питання від аудиторії. Це має велике значення і для пошукових систем, адже важливо, щоб читач міг знайти такий матеріал задовго після його публікації.
- Вміння утримати читача. Чим більше користувачів проводять час на сторінці, тим вищих позицій у пошуковій видачі заслуговуватиме матеріал.

Помітний заголовок. Він не повинен суперечити статті, адже мета вічнозелених матеріалів – не клікбейт, а утримання аудиторії на сторінці.

## Типи
Серед розповсюджених форматів вічнозеленого контенту можна виокремити наступні:
- Публікації, які можна оновлювати (сюди можна віднести і матеріали, які відслідковують якусь тематику)
- Статті про історію чогось
- Топ-листи (проте, наприклад щорічний рейтинг не є вічнозеленим контентом) та підборки
- Поради
- Навчальні інструкції (туторіали), уроки
- FAQ (питання-відповідь)
- Відео та подкасти
- Лонгріди
- Інтерв'ю (чи буде воно «вічнозеленим» залежить від обраної тематики)
- Інфографіка (не відносимо сюди статистичні дані)
- Енциклопедичні статті (прикладом є Вікіпедія)